# Вендельштейн, Татьяна Борисовна
Татьяна Борисовна Вендельштейн (22 мая 1954, Москва) — российский искусствовед, куратор.

## Биография
Родилась 22 мая 1954 года в Москве в семье выдающегося советского учёного-геофизика Бориса Вендельштейна.
С 1972 года работала в Государственной Третьяковской галерее.
С 1975 по 1981 год училась на искусствоведческом вечернем отделении исторического факультета в Московском государственном университете. Дипломная работа была посвящена творчеству Михаила Ларионова.
Работая в Государственной Третьяковской галерее, в 1980–2000-е годы была куратором персональных выставок Виктора Попкова, Индулиса Зариньша, Аркадия Пластова, Сергея Романовича, Константина Зефирова, Владимира Яковлева, Михаила Рогинского (сокуратор) и групповых экспозиций «225 лет Академии художеств» (сокуратор), «Этапы большого пути» (раздел советского искусства 1920–1930-х; сокуратор), «Группа „Маковец“, 1922–1926», «Русский поп-арт» (сокуратор).
В 1995 году Татьяна Вендельштейн стала женой московского коллекционера советского нонконформизма, архивариуса, создателя музея «Другое искусство» Леонида Талочкина. После смерти мужа Татьяной Вендельштейн было принято решение передать коллекцию Талочкина в дар Государственной Третьяковской галерее, а его архив передать в Музей современного искусства «Гараж». Это было сделано в 2014 году.
Живёт и работает в Москве.

## Семья
- Вендельштейн, Борис Юрьевич (1926-2001) — отец, советский учёный-геофизик, д. т. н., профессор.
- Талочкин, Леонид Прохорович (1936-2002) — муж, коллекционер советского нонконформизма, создатель музея «Другое искусство».